# Angelo Raffaele Jervolino

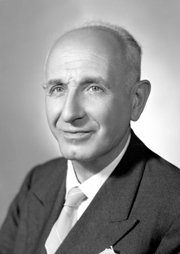
Angelo Raffaele Jervolino (1958)

Angelo Raffaele Jervolino (* 2. September 1890 in Neapel; † 10. März 1985 in Rom) war ein italienischer und Politiker der Christdemokratischen Partei DC (Democrazia Cristiana), der zwischen 1945 und 1946 Mitglied des Nationalrates (Consulta Nazionale), von 1946 bis 1948 Mitglied der Verfassunggebenden Versammlung (Assemblea Costituente), von 1948 bis 1958 Mitglied der Abgeordnetenkammer (Camera dei deputati) sowie zwischen 1958 und 1968 Mitglied des Senats (Senato della Repubblica) war. Er bekleidete verschiedene Ministerämter und war zwischen 1948 und 1950 Minister für Post und Telekommunikation, von 1959 bis 1962 Minister für die Handelsmarine, zwischen 1962 und 1963 Gesundheitsminister sowie von 1963 bis 1968 Minister für Verkehr und Zivilluftfahrt.

## Leben

### Studium, Rechtsanwalt und Beginn des politischen Engagements
Angelo Raffaele Jervolino begann nach dem Schulbesuch ein Studium der Rechtswissenschaften an der Universität Neapel Federico II, das er mit einem Laurea in giurisprudenza beendete. Danach nahm er eine Tätigkeit als Rechtsanwalt auf und war als Anwalt beim Kassationsgerichtshof (Corte Suprema di Cassazione), Staatsrat (Consiglio di Stato), Rechnungshof (Corte dei conti) sowie der Römische Rota, der ordentliche Appellationsgerichtshof und nach der Apostolischen Signatur das zweithöchste Gericht der römisch-katholischen Kirche. Bereits während des Studiums trat er 1908 der Katholischen Aktion AC (Azione Cattolica) bei und war 1914 Delegierter auf dem Kongress des Verbandes der Katholischen Universitäten Italiens (Federazione Universitaria Cattolica italiana).
1929 wurde er Mitglied der von Luigi Sturzo geführten Italienischen Volkspartei PPI (Partito Popolare Italiano), der er bis 1926 angehörte. Als Gegner des Faschismus wurde er Mitglied des Komitee der nationalen Befreiung CLN (Comitato di Liberazione Nazionale), das in Rom am 9. September 1943 – einen Tag nach dem Waffenstillstand Italiens mit den West-Alliierten – gegründet wurde. Er übernahm im Kabinett Badoglio II sein erstes Regierungsamt und fungierte vom 22. April bis 8. Juni 1944 als Unterstaatssekretär im Ministerium für Nationale Bildung (Sottosegretario di Stato ai Educazione Nazionale).

### Abgeordneter, Minister und Ausschussvorsitzender
Nach dem Ende des Zweiten Weltkrieges war Angelo Raffaele Jervolino zwischen dem 25. September 1945 und dem 24. Juni 1946 Mitglied des Nationalrates (Consulta nazionale). Bei der Wahl am 2. Juni 1946 wurde er für die Christdemokratische Partei DC (Democrazia Cristiana) im Wahlkreis Neapel zum Mitglied der Verfassunggebenden Versammlung (Assemblea Costituente) gewählt und gehörte dieser bis zum 31. Januar 1948 an. Er übernahm am 17. Juli 1946 im Kabinett De Gasperi II das Amt als Unterstaatssekretär im Verkehrsministerium (Sottosegretario di Stato ai Trasporti) und bekleidete dieses Amt auch im Kabinett De Gasperi III (6. Februar bis 31. Mai 1947) sowie im Kabinett De Gasperi IV (4. Juni 1947 bis 23. Mai 1948).
Bei den Wahlen vom 18. April 1948 wurde Jervolino für die Christdemokratische Partei DC (Democrazia Cristiana) im Wahlkreis Neapel zum ersten Mal zum Mitglied der Abgeordnetenkammer (Camera dei deputati) gewählt. In der darauf folgenden ersten Legislaturperiode (1948 bis 1953) war er vom 15. Juni 1948 bis zum 24. Juni 1953 Mitglied der Kommission für Verkehr (VIII Commissione Trasporti). Er bekleidete im Kabinett De Gasperi V zwischen dem 23. Mai 1948 und dem 27. Januar 1950 den Posten als Minister für Post und Telekommunikation (Ministro delle poste e delle telecomunicazioni). Zum Ende dieser Legislaturperiode war er außerdem vom 21. Juni 1951 bis zum 24. Juni 1953 Mitglied des Parlamentarischen Beirates für die Sondersektion Bodenreform an der Opera Nazionale Combattenti ONC (Commissione parlamentare consultiva per la sezione speciale per la riforma fondiaria presso l’Opera Nazionale Combattent), eine gemeinnützige Organisation, die gegründet wurde, um Veteranen des Ersten Weltkrieges zu helfen.
Angelo Raffaele Jervolino wurde für die DC im Wahlkreis Neapel bei den Wahlen vom 7. Juni 1953 wieder zum Mitglied der Abgeordnetenkammer gewählt. In der zweiten Legislaturperiode (1953 bis 1958) war er zwischen dem 17. Juli 1953 und dem 11. Juni 1958 Präsident des Rates für Wahlen (Giunta delle elezioni), dem er zuvor bereits seit dem 26. Juni 1953 als Mitglied angehört hatte. Darüber hinaus wurde er am 1. Juli 1953 erst weiterhin Mitglied, danach vom 1. Juli 1954 bis zum 30. Juni 1955 Vizepräsident und schließlich zwischen dem 1. Juli 1955 und dem 11. Juni 1958 Präsident der Kommission für Verkehr.

### Senator und Rückkehr in die Regierung

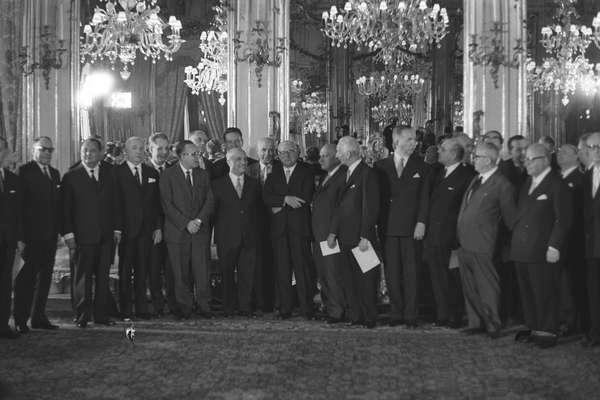
Kabinett Fanfani III (1960)

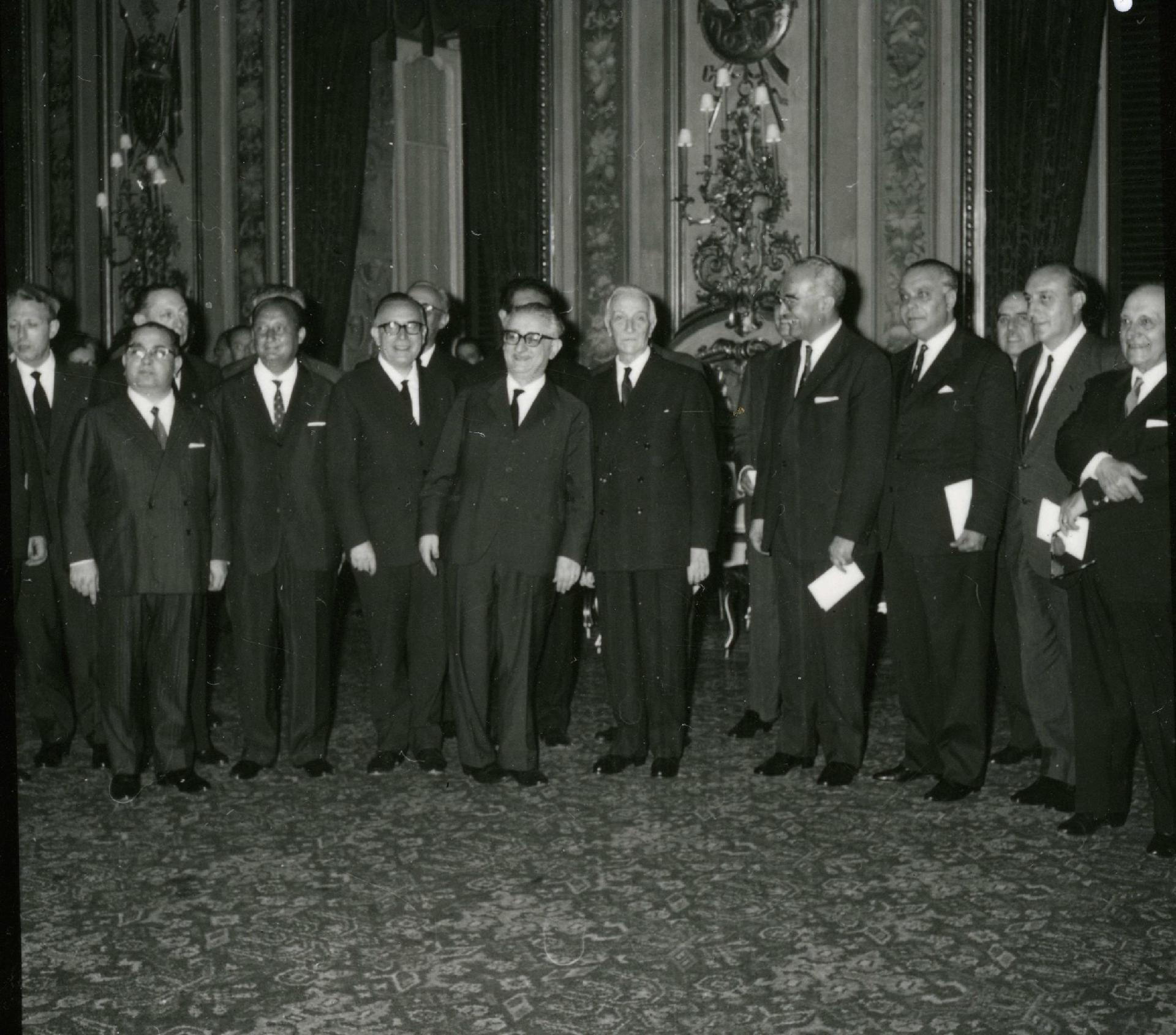
Kabinett Leone I (1963)

Nach zehnjähriger Mitgliedschaft in der Abgeordnetenkammer wurde Jervolino bei den Wahlen am 25. Mai 1958 für die Region Kampanien erstmals zum Mitglied des Senats (Senato della Repubblica) gewählt. In dieser dritten Legislaturperiode (1958 bis 1963) war er zunächst vom 9. Juli 1958 bis zum 2. März 1950 Mitglied der Ständigen Kommission für öffentliche Arbeiten, Verkehr, Post und Telekommunikation und Handelsmarine (7ª Commissione permanente (Lavori pubblici, Trasporti, Poste e Tel. e Marina Mercantile)).  Des Weiteren war er zwischen dem 25. Juli und dem 16. Dezember 1958 Mitglied des Parlamentarischen Ausschusses für die Stellungnahme zum neuen allgemeinen Zolltarif (Commissione parlamentare per il parere sulla nuova tariffa generale dei dazi doganali) sowie vom 22. Oktober bis zum 17. Dezember 1958 Mitglied der sogenannten „Anonyme Banker“-Untersuchungskommission (Commissione di inchiesta cosiddetta „Anonima banchieri“). Er übernahm am 15. Februar 1959 im Kabinett Segni II das Amt als Minister für die Handelsmarine (Ministro della marina mercantile) und bekleidete dieses Ministeramt im Anschluss auch im Kabinett Tambroni (25. März bis 25. Juli 1960) sowie im Kabinett Fanfani III (26. Juli 1962 bis 20. Februar 1962). Er war ferner zwischen dem 3. März 1959 und dem 15. Mai 1963 Mitglied der Ständigen Kommission für Arbeit, Auswanderung und soziale Sicherheit (10ª Commissione permanente (Lavoro, emigrazione e previdenza sociale)). Im Kabinett Fanfani IV übernahm er vom 21. Februar 1962 bis zum 20. Juni 1963 das Amt als Gesundheitsminister (Ministro della sanità).
Angelo Russo Jervolino wurde bei den Wahlen am 28. April 1963 noch einmal für die DC in der Region Kampanien noch einmal zum Mitglied des Senats gewählt und gehörte diesem bis zum 4. Juli 1968 an. Er bekleidete vom 21. Juni bis zum 3. Dezember 1963 auch im Kabinett Leone I wieder das Amt des Gesundheitsministers. In der vierten Legislaturperiode (1963 bis 1968) war er zwischen dem 3. Juli 1963 und dem 22. März 1966 zunächst Mitglied der Ständigen Kommission für Hygiene und Gesundheit (11ª Commissione permanente (Igiene e sanità)). Er wurde am 4. Dezember 1963 zum Minister für Verkehr und Zivilluftfahrt (Ministro dei trasporti e dell’aviazione civile) im Kabinett Moro I ernannt und hatte dieses Ministeramt auch im Kabinett Moro II (22. Juli 1964 bis 22. Februar 1966) inne. Zuletzt war er während seiner Senatszugehörigkeit zwischen dem 22. März 1966 und dem 4. Juni 1968 wieder Mitglied der Ständigen Kommission für öffentliche Arbeiten, Verkehr, Post und Telekommunikation und Handelsmarine. Am 15. Juni 1968 wurde ihm das Großkreuz des Verdienstordens der Italienischen Republik verliehen.
Jervolino war seit 1930 mit der aus Südtirol stammenden Maria De Unterrichter (1902–1975) verheiratet, die zwischen 1946 und 1948 ebenfalls Mitglied der Verfassunggebenden Versammlung, von 1948 bis 1963 Mitglied der Abgeordnetenkammer sowie zwischen 1954 und 1958 Unterstaatssekretär im Ministerium für öffentlichen Unterricht war. Aus dieser Ehe ging die Tochter Rosa Russo Iervolino (* 1936) hervor, die ebenfalls sowohl Mitglied der Abgeordnetenkammer und des Senats als auch mehrmals Ministerin war. Guido De Unterrichter (1903–1979), der jüngere Bruder von Maria De Unterrichter, war zwischen 1958 und 1968 auch Mitglied des Senats.